# عبد المجيد الزهراني (لاعب كرة قدم)
عبد المجيد احمد الزهراني  (بالإنجليزية: Abdulmajeed Al-Zahrani)‏؛ مواليد 1 يوليو 1999 في السعودية، هو لاعب كرة قدم سعودي يلعب لنادي قلوة.

## برنامج الابتعاث الخارجي
انضم لبرنامج الابتعاث السعودي لكرة القدم 2019 مع مجموعة من اللاعبين للابتعاث الخارجي لاكتساب الخبرات والمشاركة أمام فرق من مختلف الدرجات في إسبانيا وغيرها من الدول الأوروبية.

## عودته من الابتعاث
عاد بعد إنتهاء الابتعاث إلى نادي الاتحاد في صيف 2020 و أعير إلى نادي أحد مطلع عام 2021 و أعير إلى نادي جدة في صيف عام 2021 و أعير إلى نادي الأخدود مطلع عام 2022 و لعب بعدها مع نادي العين ونادي النهضة ونادي قلوة.

## وصلات خارجية
- عبد المجيد الزهراني على موقع Soccerway.com (الإنجليزية)